# UNIVAC
UNIVAC — американская компания, подразделение корпорации Remington Rand, а затем Sperry Rand. UNIVAC долгое время была крупнейшим производителем военных компьютеров в США.

## Торговая марка

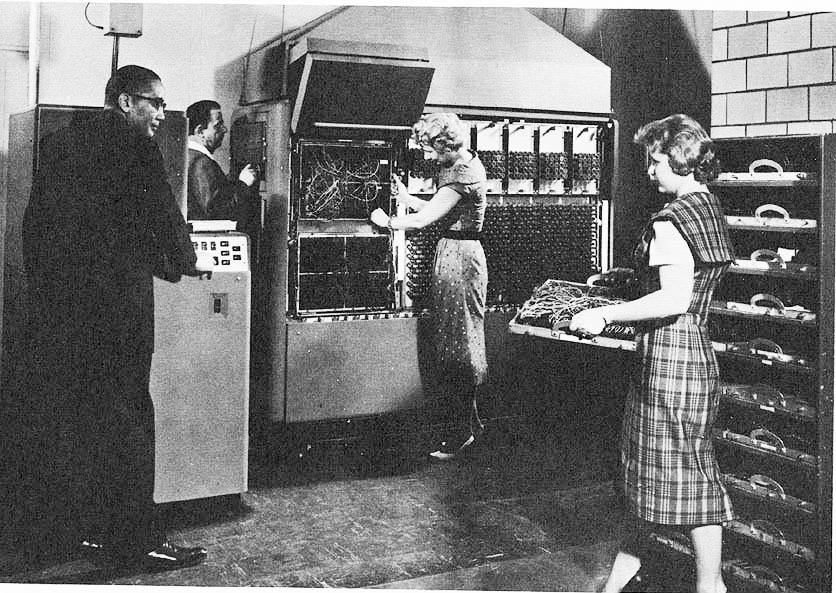
UNIVAC 120

Название происходит от первого коммерческого серийного компьютера UNIVAC I, который был выпущен в 1951 году. Компьютер был разработан компанией Eckert-Mauchly Computer Corporation, но из-за финансовых сложностей Eckert-Mauchly Computer Corporation была куплена компанией Remington Rand и переименована в UNIVAC (или UNIVAC Division). UNIVAC I положил начало целой серии компьютеров под названием UNIVAC, которые выпускались до конца 70-х годов, сначала компанией Remington Rand, затем конгломератом Sperry-Rand, и потом — компанией Unisys.
В начале 1950-х годов UNIVAC был настолько знаменит, что для обывателей слово «UNIVAC» стало обозначать любой электронный компьютер. Впрочем, очень быстро пальму первенства в компьютерной индустрии у Remington Rand отобрала компания IBM. В середине 1960-х годов UNIVAC занимала почетное место в ряду «семи гномов»-производителей крупного компьютерного оборудования. В этот период UNIVAC выпускала компьютеры, совместивые на уровне команд с IBM/360. Последний компьютер под маркой UNIVAC был выпущен в 1986 году.

## Специализация
UNIVAC занималась разработкой электронно-вычислительной техники различного назначения, но при этом руководством компании неоднократно подчёркивалось, что основной производственный профиль компании составляет сегмент военных заказов:

Конечно, мы производим компьютеры, но наш бизнес — оборонные информационные системы.
Оригинальный текст (англ.)Of course we manufacture computers, but our business is defense data systems.
— Девиз UNIVAC